# Ратин
Рати́н (фр. ratine) — шерстяная ткань со своеобразными короткими завитками густого ворса.
Ратин делается отделкой ворсовой ткани при помощи ратинирующей машины, где ворсовая ткань пропускается между двумя трущимися плитами. Такой процесс называется ратинированием. В зависимости от материала поверхности (например, волосяная щётка, плюш, мягкая резина или сукно), направления и амплитуды движения верхней плиты, её давления на ткань получаются рисунки из ворса. Ворсинки закатываются, образуют шарики и свёртываются в виде узелков или укладываются волнами, а затем фиксируются путём термообработки. Ратинирование улучшает внешний вид ворса и придаёт ему большую стойкость к истиранию; используется при изготовлении высококачественных тканей для пальто (например, драп-ратин).